# Spoorwegovergang van de A2
De spoorwegovergang van de A2 bij Loenersloot was een gelijkvloerse kruising in Nederland tussen een autosnelweg met een spoorlijn. Bij deze overgang kruiste de Spoorlijn Aalsmeer – Nieuwersluis-Loenen de Rijksweg A2. De spoorwegovergang was actief beveiligd en is in bedrijf geweest van 1954 tot 1986.
De Spoorlijn Aalsmeer – Nieuwersluis-Loenen werd in 1914 geopend, maar werd vanaf 1950 alleen nog gebruikt voor goederenvervoer. Het snelwegtracé van de A2 tussen Utrecht en Amsterdam werd in 1954 geopend en kruiste de spoorlijn tussen de stations Oukooperdijk en Nieuwersluis-Loenen. In de naoorlogse wederopbouwjaren was er weinig geld beschikbaar voor de bouw van een viaduct of brug. Omdat er slechts sporadisch een goederentrein over de lijn reed en de snelweg in de beginjaren nog niet zo intensief werd gebruikt, werd besloten om de spoorlijn gelijkvloers met de weg te laten kruisen.
In eerste instantie bestond de beveiliging slechts uit waarschuwingslichten, maar deze werden al snel vervangen door spoorbomen. Hoewel er slechts enkele treinen per dag over de lijn reden, leidden de gesloten spoorbomen regelmatig tot levensgevaarlijke situaties en enkele ongelukken met auto's die met grote snelheid op de spoorbomen inreden. Tijdens een vorstperiode in 1962 vonden er ettelijke botsingen plaats bij de spoorwegovergang, waarbij meerdere doden vielen. Vanwege deze onveilige situatie werd besloten dat de rijkspolitie voortaan bij iedere overstekende trein moest bepalen wanneer het veilig genoeg was om de spoorbomen te sluiten. Het verkeer werd niet alleen gewaarschuwd door de rode lichten bij de spoorbomen, maar ook door gele knipperlichten op grotere afstand van de overgang. 
Eind jaren 1960 werd nog overwogen om alsnog een viaduct voor de spoorlijn te bouwen, maar nadat het steenkolenvervoer wegviel, werd de spoorlijn nog minder belangrijk en werd de bestaande situatie gehandhaafd. Een van de laatste belangrijke gebruikers van de lijn was sloopbedrijf Koek in Mijdrecht, waar oud materieel van de Nederlandse Spoorwegen werd gesloopt.
Op 30 mei 1986 stak de laatste trein de A2 over. In 1987 werden de rails, spoorbomen en waarschuwingsverlichting verwijderd.

## Bron
- Haarlemmermeerspoor - A2
- W. Wegman - Hoe de dood de rijksweg overstak